# زارلوييس
زارلوييس (بالألمانية: Saarlouis) هي مدينة و بلدة ألمانية تقع في ألمانيا في سارلاند. يقدر عدد سكانها بـ 38,189 نسمة .

## المدن التوأمة
مدن سان نازير، آيزنهوتن اشتات، Matiguás و بوخنية ‏ هي مدن توأمة لـزارلوييس.

## أعلام
- بول فون ليتو فوربيك
- هينريتش ماركس
- هوبيرت ناي
- إليزابيث أندريه
- راينر روب